# Gerbillus jamesi
Gerbillus jamesi is een zoogdier uit de familie van de Muridae. De wetenschappelijke naam van de soort werd voor het eerst geldig gepubliceerd door Harrison in 1967.

## Voorkomen
De soort komt voor in Tunesië.